# グローバルファクトリー
株式会社グローバルファクトリー（英文社名：Global Factory Co.,Ltd.）とは、かつて東京都豊島区に本社を置いていた日本の小売業。
本項では、前身となった株式会社マルカワ（本社：東京都八王子市）についても記述する。東京都町田市に本社を置き「ジーンズショップ マルカワ」を経営する株式会社マルカワとは別の企業である。

## グローバルファクトリー
業界最大手の複合カフェ「スペースクリエイト自遊空間」、家庭用ゲーム機等の販売店「TVゲームショップ桃太郎」などを経営する株式会社ランシステムの連結子会社であり、ランシステムとともに「スペースクリエイト自遊空間」や不動産事業などを経営していた。
グローバルファクトリーは、かつてカジュアル衣料・作業着販売店を経営していた株式会社マルカワ（本社：東京都八王子市）が経営破綻したことから、その事業を受け継ぐため設立された会社であった。マルカワから引き継ぎ運営していた「カジュアルマーケットマルカワ」および「コレクト」も2008年8月31日をもって事業廃止され、グローバルファクトリーはカジュアル衣料販売から撤退した。
グローバルファクトリーはその後、2010年1月1日付で親会社のランシステムに吸収合併され、消滅した。

### 店舗数
2010年1月1日の会社合併時点。
- 「スペースクリエイト自遊空間」1店舗

## 株式会社マルカワ
本社所在地は東京都八王子市小門町6番22号、本店所在地は東京都八王子市中町8番5号であった。
1951年（昭和26年）10月創業、1981年（昭和56年）9月に株式会社化。カジュアル衣料や作業着を販売する衣料店であった。早くから車社会の到来を予見して郊外にロードサイド店舗を積極展開した。最盛期の1998年（平成10年）には日本全国に約100店舗を展開して正社員250人を擁し、同年8月期の年商は184億5,800万円に及んだ。
所得隠しが発覚し、1991年（平成3年）に東京地方裁判所から法人として罰金刑、被告の元会社役員が懲役1年執行猶予3年の判決を受けている。
2005年（平成17年）8月23日、東京地方裁判所に民事再生法の適用を申請。負債は約84億6,000万円。2006年3月16日付でグローバルファクトリーへ事業譲渡した。

## 沿革
前身となった株式会社マルカワの沿革も併せて記述する。
- 1951年（昭和26年）10月 - マルカワが衣料店として創業[2]。
- 1965年（昭和40年）3月 - 有限会社マルカワとして東京都八王子市に設立。
- 1981年（昭和56年）9月 - 株式会社マルカワに組織変更[2]。
- 2005年（平成17年）
  - 8月23日 - 株式会社マルカワが東京地方裁判所に民事再生法の適用を申請[2]。
  - 9月1日 - 株式会社マルカワ、東京地方裁判所より再生手続き開始決定。
  - 11月8日 - 株式会社マルカワ、株式会社ランシステムと再生支援に関するスポンサー基本合意書を締結。
- 2006年（平成18年）
  - 2月28日 - 株式会社マルカワの事業譲受のため、ランシステムの連結子会社として株式会社グローバルファクトリーを設立。
  - 3月16日 - 株式会社グローバルファクトリーが株式会社マルカワより全事業を譲受。
  - 10月25日 - 株式会社グローバルファクトリー、本社を東京都豊島区へ移転。
- 2007年（平成19年）6月30日 - 株式会社グローバルファクトリー、「スペースクリエイト自遊空間旭川永山店」の営業権を株式会社フジタコーポレーションに譲渡。
- 2008年（平成20年）8月31日 - 株式会社グローバルファクトリー、カジュアル衣料等の販売事業「カジュアルマーケットマルカワ」、「コレクト」を廃止。
- 2010年（平成21年）1月1日 - 株式会社グローバルファクトリーが、親会社の株式会社ランシステムに吸収合併され消滅[1]。

## 関連会社
- ランシステム（親会社）